# Hermann von Vietinghoff (général, 1851)
Pour les articles homonymes, voir Hermann von Vietinghoff (général, 1829).

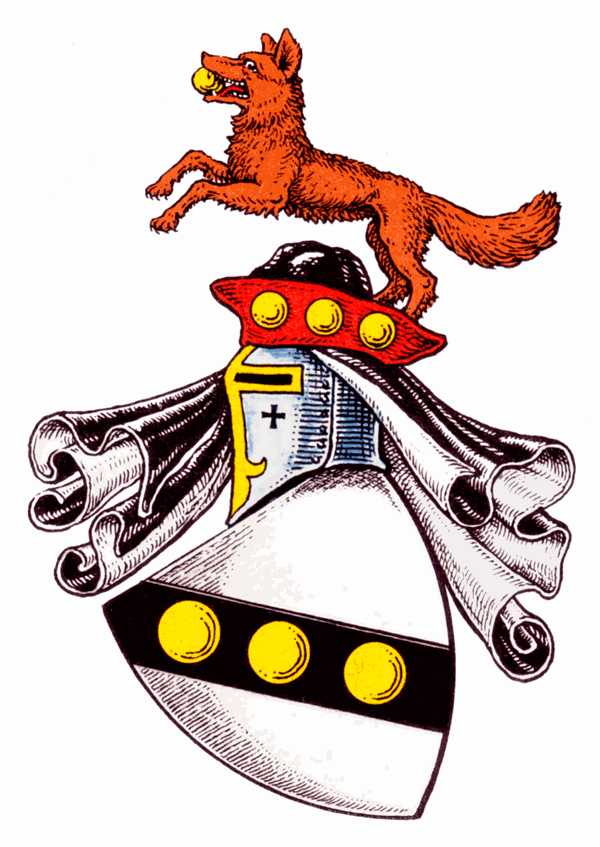
Armoiries de la famille von Vittinghoff-Scheel

Hermann baron von Vietinghoff dit Scheel (né le 25 octobre 1851 à Thorn et mort le 27 mai 1933) est un général de cavalerie prussien, adjudant d'aile du prince héritier allemand et commandant de l'ordre de Saint-Jean.

## Biographie

### Origine
Vietinghoff est issu d'une ancienne famille noble westphalienne du comté de La Marck avec la maison ancestrale de Vittinghoff (de) (aujourd'hui monument archéologique). Ses parents sont le lieutenant Hermann von Vietinghoff (1821-1851) et son épouse Agatha, née von Wedel (1824-1892). Son deuxième mariage a lieu en 1858 avec Hermann von Bülow (mort en 1891), seigneur de Hoffelde, Wilhelmsthal et Luisenhof.

### Carrière
En 1869, il rejoint le 2e régiment de cuirassiers de l'armée prussienne à Pasewalk. Pendant la guerre contre la France en 1870/71, il est promu sous-lieutenant et reçoit la croix de fer de 2e classe. En tant que premier lieutenant, il rejoint l'état-major du 1er régiment d'uhlans en 1877, où il est promu capitaine le 21 avril 1883. En décembre 1884, il devient assistant personnel du prince héritier Frédéric. Après sa mort, il est nommé adjudant d'aile par l'empereur Guillaume II et transféré à l'état-major de l'armée.
Promu major le 19 juin 1888, il rejoint l'Académie de guerre, d'où il prend la direction du 2e régiment de cuirassiers en 1893 et est promu lieutenant-colonel le 20 mai. De retour à l'état-major, il est nommé chef d'état-major du 14e corps d'armée à Karlsruhe et nommé colonel le 16 août 1896. Le 27 janvier 1898, il reprend la 17e brigade de cavalerie (de) à Schwerin et est promu général de division le 3 juillet de cette année. À l'automne 1901, il assiste à une manœuvre en Suisse. Promu lieutenant général le 27 janvier 1903, il devient le 18 avril 1903 commandant de la 3e division d'infanterie à Stettin. Le 21 mai 1907, il est chargé de diriger le 9e corps d'armée à Altona. Promu général de cavalerie, il est nommé général commandant du corps le 16 août 1907. En accord avec sa demande de départ, Vietinghoff est mis à la disposition et en même temps à la suite du 2e régiment de cuirassiers le 12 avril 1910.
Il entretient des relations amicales avec le premier maire de Hambourg Johann Heinrich Burchard (de). Ses relations avec le célèbre directeur général de la ligne Hambourg-Amérique Albert Ballin, qui à son tour entretient des relations amicales avec l'empereur Guillaume II, sont moins bonnes. Au déclenchement de la Première Guerre mondiale, Vietinghoff est réaffecté comme sous-officier et prend le 2 août 1914 le commandement général adjoint du 2e corps d'armée à Stettin. En octobre 1918, il tente d'arrêter le déclenchement de la révolution à Stettin par des mesures sévères. Il donne même l'ordre de tirer sur les grévistes des chantiers navals. Cela conduit à une discussion au Reichstag et au limogeage de Vietinghoff juste avant le déclenchement de la révolution.
Après la guerre, il se retire dans sa villa de Baden-Baden et y dirige une grande maison. Cette villa devient rapidement un lieu de rencontre pour les notables de la période impériale. Le prince Oscar de Prusse, fils de l'empereur Guillaume II, est son invité, tout comme le grand amiral  prince Henri de Prusse. Il correspond avec le président du Reich, le maréchal Paul von Hindenburg et le général Erich Ludendorff. Ses visiteurs comprennent également ses voisins de propriété, le prince et la princesse Biron von Curland. Hermann von Vietinghoff est commandeur de l'ordre de Saint-Jean de 1916 à 1918 et membre de la coopérative de Poméranie de la Congrégation, qu'il rejoint en tant que chevalier honoraire en 1884 et chevalier légal en 1898.

### Famille
Il se marie avec Agnès baronne von Loën (1856-1929) le 13 septembre 1879. Le couple a plusieurs enfants dont :
- Agnès (1881-1963) marié en 1904 avec Georg von Bülow (1866-1917), seigneur de Zurawia
- Fides-Maria (née en 1884), sœur, bénédictine de l'abbaye Saint-Gabriel de Bertholdstein (de) (Autriche)